# Новосілківська сільська рада (Золочівський район)
| Новосілківська сільська рада — колишній орган місцевого самоврядування у Золочівському районі Львівської області з адміністративним центром у с. Новосілки. Історична дата утворення: в 1939 році. Сільській раді підпорядковані населені пункти: - с. Новосілки - с. Митулин |

## Склад ради
Рада складається з 16 депутатів та голови.

### Керівний склад ради
| ПІБ                     | Основні відомості                                                             | Дата обрання | Дата звільнення |
| ----------------------- | ----------------------------------------------------------------------------- | ------------ | --------------- |
| Чепіль Михайло Петрович | Сільський голова, 1965 року народження, освіта, безпартійний                  | 26.03.2006   | 31.10.2010      |
| Чепіль Михайло Петрович | Сільський голова, 1965 року народження, освіта середня загальна, безпартійний | 31.10.2010   |                 |

Примітка: таблиця складена за даними джерела